# 米利齊 (舊維日夫卡區)
51°27′14″N 24°44′58″E / 51.45389°N 24.74944°E
米利齊（烏克蘭語：Мильці），是烏克蘭的村落，位於該國西部沃倫州，由科韋利區負責管轄，始建於1537年，面積0.98平方公里，海拔高度163米，2001年人口190，人口密度每平方公里194.47人。